# Piotr Waligórski
Piotr Waligórski herbu Odrowąż (zm. w 1620 roku  w Wiślicy) – kustosz skarbu koronnego, proboszcz wiślicki, pleban strożyski.